# Kvitholmane
Kvitholmane est une île norvégienne du comté de Hordaland appartenant administrativement à Herdla.

## Description
Rocheuse et couverte d'arbres, elle s'étend sur environ 214 m de longueur pour une largeur approximative de 76 m.